# 安德烈亚斯·特劳特曼
安德烈亚斯·特劳特曼（德語：Andreas Trautmann，1959年5月21日—），德国男子足球运动员，司职中场。他曾代表东德国奥队参加1980年夏季奥林匹克运动会足球比赛，获得一枚银牌。